# NGC 955
NGC 955 este o galaxie spirală situată în constelația Balena. A fost descoperită în 6 ianuarie 1785 de către William Herschel. Se află la o distanță de 24,32 de megaparseci de Pământ.